# Ehrenfelser

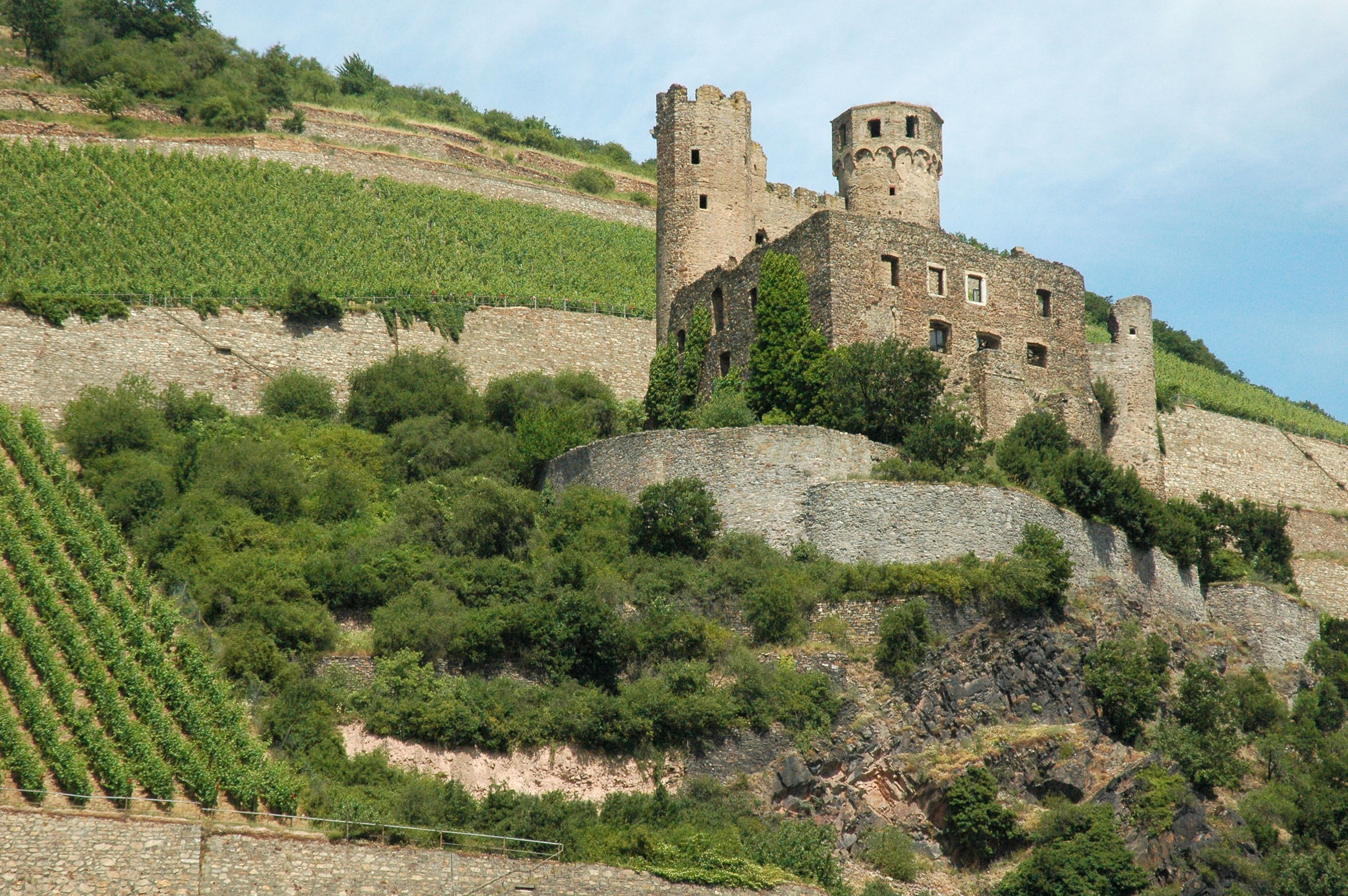
El castillo de Burg Ehrenfels, rodeado de viñedos. De este nombre deriva el nombre de la variedad.

La ehrenfelser es una variedad de uva blanca de vino de origen alemán. Fue creada por el doctor Heinrich Birk (1898-1973) en el Instituto de Engendramiento de Vides Geisenheim en 1929. Para ello se cruzó la riesling con una variedad que pudo haber sido la silvaner.
La ehrenfelser crece todo en las regiones alemanas del Palatinado y Renania. Hay algunas plantaciones experimentales en el estado de Washington (Estados Unidos). No obstante, al igual que ha pasado con casi todos los "nuevos cruces" alemanes, sus plantaciones han ido disminuyendo considerablemente en los últimos años.
En 1999 había 255 ha y en 2006 había 112 ha.
Varios viñedos del valle Okanagan, Columbia Británica, también cultivan ehrenfelser. Entre ellos están los de Cedar Creek, Lake Breeze, Gray Monk, Gehringer Brothers, Mount Boucherie, Quails' Gate y Summerhill. La uva tiende a madurar temprano y produce unos rendimientos más altos que la riesling pero su calidad no es equiparable con la de esta uva pariente.
La variedad normalmente produce uvas que alcanzan el nivel de madurez kabinett y tienden a producir bien en viñedos donde a la riesling le cuesta más trabajo.
El nombre ehrenfelser deriva del castillo Burg Ehrenfels, localizado en el Rin, cerca de Rüdesheim. También se la conoce con el sinónimo Geisenheim 9-93.
La ehrenfelser se cruzó con la reichensteiner para crear la ehrenbreitsteiner.